# Nilo del Cano
Nilo del Cano Montiel (Villanófar, León, 13 de noviembre de 1917 - Oviedo, 13 de marzo de 2015) fue un empresario español, especializado en el comercio minorista textil multimarca.

## Biografía
Nacido en la localidad leonesa de Villanófar. A los cinco años quedó huérfano de madre. Comenzó a trabajar la tierra a los catorce años, hasta que lo llamaron a filas (1934) para hacer el servicio militar.
En 1951 se casó con Esther Barbón, una joven de La Chalana, una aldea perteneciente a Laviana. Nilo trabajaba como administrativo, durante las mañanas en la Policía Armada y por las tardes en una notaría. El sueldo no llegaba para hacer frente a las necesidades de una familia que aumentaba progresivamente hasta los ocho hijos. Nilo solicitó una excedencia, y con el dinero de la venta de una finca de su mujer, se embarcó junto a otro leonés, José García Monje, en una serie de empresas del sector textil.
Ambos socios abrieron una tienda de telas en el número ocho de la calle Fruela: Almacenes Fruela. Tiempo después, se expandieron a Gijón (calle Corrida), y a León (calle Ordoño). Posteriormente, y en asociación con José Alija Carbajo, puso en marcha otras tiendas en León (Leyko, Kadal) y en Oviedo (Kopa en 1973, Nither en 1976, Brios en 1979).
Como miembro del Opus Dei participó en las principales actividades llevadas a cabo en Asturias durante el siglo XX: fue presidente del patronato de la Fundación Aramo, fundador del Centro Médico, intervino en la creación de los colegios Peñaubiña y Los Robles (Fomento de Centros de Enseñanza), y del diario regional Asturias; impulsó junto a su socio José María Richard el mercado del arte a través de la Sala Murillo; y fue socio de las constructoras Principado y Paisajes y Construcciones.